# Vil·la romana dels Munts
La vil·la romana dels Munts està ubicada al municipi d'Altafulla, a 12 quilòmetres de Tarragona, sobre un petit turó a la vora de la platja. Fou declarada Patrimoni de la Humanitat el 30 de novembre del 2000.
La vil·la dels Munts mostra una zona residencial romana luxosa del segle ii dC a Tàrraco. Fou un important nucli residencial, amb rics elements decoratius, que ha servit als historiadors per documentar com era la residència d'un alt càrrec de l'administració de Tàrraco.

## Context
A l'època romana, les grans vil·les del camp no només eren llocs d'oci i esbargiment, sinó també eren centres de producció agrícola, ramadera o industrial. Al costat de l'àrea residencial, hi havia edificis funcionals apropiats per a una casa de labor, com construccions per a usos agrícoles com cellers, estables, graners, magatzems de cereals. També hi havia forns i ferreries per a activitats artesanes i, finalment, habitatges per als servents i els esclaus, que eren els que realitzaven les feines del camp. Les vil·les solien estar ubicades enmig d'una propietat de terra de cultiu, essent la fertilitat del sòl un condicionant per al seu assentament en una ubicació concreta. Generalment, es construïen els edificis damunt d'un turó, en un lloc assolellat i a prop d'un corrent fluvial. La proximitat d'algun centre urbà assegurava la sortida de la seva producció.
Els conreus més importants eren els de blat, de vinya i d'oliveres, i també arbres fruiters, hortalisses, llegums i lli. Les tècniques agrícoles milloraren amb la introducció de l'arada romana, molins més eficaços que els dels ibers, com ara el de gra, la premsa d'oli, tècniques de regadiu i l'ús d'adobs. A Tàrraco, com a complement necessari de la ciutat, hi hagué diverses vil·les, entre les quals es poden citar la de Centcelles, transformada en mausoleu en el segle iv, i la dels Munts, al terme municipal d'Altafulla.

## Història
La rellevància política i el desenvolupament demogràfic que assolí Tàrraco a partir del segle ii aC van generar l'aparició de nombroses vil·les en el seu territori d'influència. La implantació de les villae, establiments rurals dedicats fonamentalment a l'activitat agrícola, va garantir el proveïment de vitualles de la ciutat i la transformació i el domini d'un territori recentment conquerit.
A partir del canvi d'era, la societat romana —en essència de tipus urbà— pren consciència dels valors de la vida separada en el camp i, cada cop més, la funció residencial de la vil·la adquireix més importància. En aquests casos la vil·la esdevé, sense oblidar l'explotació dels recursos agrícoles, una residència complementària i alternativa a la casa urbana, i les seves edificacions principals estan destinades al repòs i al lleure de propietaris i convidats.
Al segle i, sobre un turó costaner, i a només 12 km de Tàrraco, es construeix la gran vil·la que avui coneixem com la vil·la dels Munts. Es tracta d'un clar exponent de vil·la residencial romana, un dels més importants del país per la magnitud de les seves restes arquitectòniques i per la riquesa del tractament decoratiu.
En els vessants septentrional i occidental del turó es va estendre la part rústica, tot aprofitant una extensa i fèrtil planúria travessada per la Via Augusta. A l'altre costat, a migdia i de cara a mar, es va construir l'àrea residencial composta per una gran casa —la domus—, diversos jardins i un mínim de dos conjunts termals. Els banys principals es trobaven a prop de la casa i els altres a la platja.
Sabem que aquí hi van viure Caius Valerius Avitus i la seva esposa Faustina. Caius era un dels dos duumviri de Tàrraco —el càrrec més alt de l'administració local— i havia estat traslladat a mitjan segle ii des d'Augustòbriga (Muro de Ágreda, Sòria) per ordre de l'emperador Antoní Pius. La presència d'aquesta personalitat a la vil·la comportà la realització d'importants obres. Caius va engrandir les termes principals de la vil·la, tot afegint-hi més piscines i noves estàtues, va construir una gran cisterna i va renovar les pintures i alguns dels paviments de la casa.
Més tard, entre els anys 260 i 270, es produí un gran incendi que devastà la major part de la vil·la. Després d'aquest fet, les obres de reconstrucció van restablir l'activitat agrícola, però la vil·la no va recuperar la riquesa i l'esplendor de segles passats. El gran edifici residencial, molt afectat per l'incendi, no es va tornar a habitar i fins i tot es va instal·lar en el seu interior una premsa d'oli o de vi.
La vil·la va romandre ocupada fins al segle vi o vii i després va patir, com la majoria dels jaciments rurals, un llarg període d'abandó i d'espoli. Ja en el segle xvi, Lluís Pons d'Icart es feia ressò de l'existència de vestigis en aquest indret, però no seria fins a la primera meitat del segle xx quan, gràcies a les tasques agrícoles i a la creixent preocupació per la conservació i l'estudi del patrimoni, es posaria de manifest l'existència d'una gran vil·la romana. A partir de l'any 1967, el Museu Arqueològic de Tarragona es va fer càrrec del jaciment i va iniciar la seva l'excavació. L'any 1983 una part dels terrenys ocupats per la vil·la es van tancar, tot definint l'actual àrea visitable.
Les excavacions de 1995-1996 van permetre recuperar diverses estances decorades amb pintura mural i un extens conjunt d'elements decoratius (estatuària, elements arquitectònics, etc.). Entre 2004 i 2005 s'excavà el mitreu i la connexió entre l'edifici principal i els banys meridionals.
L'any 2000 va ser declarada Patrimoni Mundial, junt amb altres elements de Tàrraco.

## Descripció
Coneguda des del segle xvi, aquesta important vil·la ha estat objecte d'extenses excavacions en els anys 60 i 70 del segle xx. A finals d'aquest segle i a inicis de l'actual, nous treballs han permès començar a conèixer la història i l'arquitectura d'aquesta vil·la. Es trobava sobre una petita elevació del terreny que queia suaument cap al mar Mediterrani i que permetia controlar tot el territori pròxim i ben comunicada, a tocar de la Via Augusta. A la part més alta d'aquest turó hi havia unes cisternes d'emmagatzematge d'aigua i al llarg del pendent s'hi trobava la zona residencial. Al nucli central s'han descobert una sèrie d'estances articulades al voltant d'un passadís porticat en forma de L. El costat curt d'aquest passadís estava cobert amb luxosos mosaics. Nombroses parets i sostres eren decorats amb riques composicions pictòriques.
Els elements que s'han recuperat a través de les excavacions ens demostren la magnitud del complex agrícola. La riquesa de les estàtues, pintures, paviments, mosaics i columnes de marbre no han deixat cap dubte sobre el luxe d'aquesta zona residencial romana. Aquesta opulència cal relacionar-la amb Caius Valerius Avitus, un dels dos duumviri (una mena d'alcaldes) de Tàrraco durant el segle ii dC. En Caius abans havia manat Augustòbriga (a Sòria) i a Tàrraco es va construir una vil·la de dues plantes immensa, amb jardins, termes i rics mosaics a la primera planta. Al pis de sobre, pràcticament desaparegut, hi havia un pòrtic amb vista al mar.
Sobre les restes enderrocades d'una vil·la agrícola del segle i, s'erigeix, a inicis del segle ii una magnífica vil·la residencial ordenada en terrasses ocupades per edificis i jardins. L'edifici principal, situat al cim, connectava amb els banys meridionals a través d'un gran jardí. En el recorregut, que continuava fins als banys situats a la mateixa platja, es disposaven altres àmbits com un gran triclinium i un mitreu. És un magnífic exemple de vil·la senyorial i marítima dedicada al lleure i a l'autorepresentació d'importants personatges com el duumvir Caius Valerius Avitus. La troballa d'un segell personal i d'una inscripció pintada commemorant la construcció d'una font per ordre d'Avitus i la seva esposa Faustina permeten afirmar que van residir als Munts a mitjan segle ii. En les excavacions s'han recuperat indicis del que hauria estat l'esplèndida decoració de l'edifici: estatuària, mosaics policroms, pintura mural, elements arquitectònics, etc.
En total s'han comptabilitzat tres termes que van formar part de la vil·la dels Munts. Les que s'han conservat millor han estat les anomenades inferiors, bastides en dues grans fases: la de construcció i la de monumentalització. Aquí s'hi observen els vestuaris, les piscines d'aigua freda i aigua calenta, la zona d'aigües tèbies, una sauna, latrines i els forns que permetien escalfar les dependències i l'aigua. A les termes, a més dels mosaics pavimentats, les parets de les piscines encara conserven significatives traces dels revestiments amb plaques de marbre. Hi ha un conjunt termal més petit que es troba dins la mateixa platja d'Altafulla.
L'any 260 va patir un incendi que va destruir gairebé tots els edificis que la componien. Segurament causat per la primera invasió bàrbara del territori dels actuals Països Catalans. Posteriorment es produeix una reconstrucció i reocupació de la vil·la, però va ser abandonada, definitivament, a començaments del segle v dC. Ja al segle xvi era conegut com a jaciment romà a causa dels murs que afloraven de terra. A partir de 1967 s'hi van realitzant prospeccions metòdiques que han deixat al descobert una part d'aquesta monumental vil·la romana.

### El propietari
La troballa d'un segell personal de Caius Valerius Avitus, recuperat a la vil·la dels Munts durant les excavacions dels anys 60, va fer pensar que la propietat de la vil·la havia estat relacionada amb un dels alts funcionaris municipals de Tàrraco. Gràcies a una inscripció trobada a Tarragona, sabem que Caius Valerius Avitus era natural d'Augustòbriga (Muro de Ágreda, Sòria) i que va ser duumvir —el càrrec més important de la magistratura municipal. Caius va ser destinat a Tàrraco en època de l'emperador Antoní Pius, a mitjan segle ii dC, i de ben segur hi va anar a exercir les mateixes funcions que ja havia desenvolupat a la seva ciutat nadiua. Aquest fet ens indica un ascens en la carrera política d'Avitus, que passà de ser duumvir en una petita ciutat com Augustòbriga a exercir un càrrec en la capital de la província imperial de la Tarraconense.
La figura del duumvir és assimilable a la d'un alcalde actual. En època romana n'hi havia dos en cada ciutat, elegits anualment. Entre altres funcions, tenien la facultat d'administrar justícia, de controlar els funcionaris inferiors i els ingressos, d'elaborar el cens i de presidir les eleccions i les reunions del senat local. Durant les darreres excavacions, la descoberta d'una pintura mural amb una inscripció commemorativa va corroborar la relació d'Avitus amb la vil·la dels Munts. En aquesta pintura hi apareix, a més de la representació del déu Oceanus, un epígraf en què s'esmenten Avitus i la seva muller Faustina com a senyors de la vil·la i com a ordenadors de la construcció d'una gran cisterna.
Aquesta troballa i altres dades ens permeten afirmar que la presència d'Avitus a la vil·la va coincidir amb un període de grans transformacions de l'àrea residencial. Avitus va engrandir les termes tot afegint-hi més piscines i unes latrines. A la vegada, s'hi van incorporar noves estàtues. També va realitzar profundes reformes a la casa. La més significativa és la instal·lació de la ja citada cisterna d'aigua de pluja dins d'una de les habitacions, però també va canviar la decoració de la casa tot estenent un mosaic al llarg del terra del passadís i afegint una segona capa de pintura a les parets del passadís i a algunes de les estances. Avitus va voler, amb aquestes obres, dignificar la seva residència i reflectir-hi l'estatus polític i econòmic d'un nouvingut a la capital de la província. No oblidem que aquestes grans vil·les residencials esdevenien un element de representació social i que les seves instal·lacions acollien sovint hostes i convidats.

### Mural pictòric de Munts
Aquest frontal decorava la font que va fer instal·lar Caius Valerius Avitus en una de les habitacions de la casa aprofitant l'aigua d'una nova cisterna situada tot just darrere. La cisterna recollia l'aigua de pluja; en la part superior de la pintura es pot veure encara el forat del sobreeixidor.
El motiu escollit és una imatge d'Oceanus, una personificació mitològica de l'aigua que és molt freqüent en els mosaics hispànics i nord-africans d'època altoimperial. Aquí es representa el personatge com un home gran, barbut i amb tots els seus trets característics: pinces de cranc, antenes de crustaci i un fons marí amb peixos diversos. Damunt seu hi ha —emmarcada dins d'una tabula ansata— una inscripció que fa referència a l'ordre que van donar els propietaris de la vil·la, Avitus i Faustina, per a la construcció de la cisterna. El text ens dona les mesures de la cisterna en peus romans (un peu equivalia a 29,56 cm) i la seva capacitat en àmfores (M∞∞CXXV = 2125; una amphora equivalia a uns 27 litres).

### Explotació agrícola
Malgrat que a la vil·la dels Munts predominava el caràcter residencial i d'esbarjo, una part dels edificis i dels espais (pars rústica i pars fructuària) era destinada a l'explotació agrícola de l'entorn. Entorn de la vil·la s'estén una gran superfície de terra cultivable, creuada per la via Augusta i amb el riu Gaià com a principal subministrador d'aigua. Tot i que no tenim una idea massa clara de com serien aquests camps de conreu ni quins serien exactament els productes conreats, hem de pensar en una alternança de cereals, vinya, oliveres, llegums, verdures, etc., és a dir, en els pilars bàsics de l'anomenada dieta mediterrània.
Els dipòsits i les cisternes del capdamunt del turó són les romanalles d'un sistema de reg dels camps situats al costat septentrional de la vil·la. S'hi destaca una gran cisterna de planta rectangular, compartimentada en vuit àmbits comunicats entre ells, que encara conserva la canalització exterior que s'adreça als camps de conreu. L'època més activa de l'any per a treballar el camp era la tardor. Aleshores hom segava el blat i es collien el raïm i les olives. Era, també, quan es feia la matança, s'elaboraven les conserves i els embotits i es portaven a terme totes les tasques necessàries abans de l'arribada de l'hivern.
Els productes recol·lectats eren emmagatzemats directament (com en el cas dels cereals) o després de ser sotmesos a processos de transformació per tal d'obtenir-ne derivats (com l'oli o el vi). D'aquests dos sistemes d'emmagatzematge en tenim evidències. A l'entorn de la vil·la s'han documentat nombroses sitges o dipòsits —globulars o piriformes— excavats en la roca i que, hermèticament tancats, eren usats per a guardar productes com els cereals. També s'han trobat les restes d'una petita premsa d'oli, amb grans tenalles semi soterrades —dolia— que servien per a conservar el producte del premsatge.

## Interpretació

### Ubicació
Els Munts és el màxim exponent del que podia ser una vil·la residencial —especialment concebuda per al lleure i per a la representació social— en el territori de l'ager tarraconensis. Les característiques topogràfiques del lloc i la seva situació geogràfica amb relació a Tàrraco —la seva ciutat de referència— constitueixen els factors essencials que aporten als Munts la seva singularitat i la seva operativitat com a residència periurbana d'una important personalitat de la cúpula dirigent de Tàrraco i —segurament— de la província Tarraconense. La proximitat del mar i el seu domini visual és una constant perfectament estudiada en l'elecció de la ubicació i en la planificació de la distribució arquitectònica de la vil·la i, en definitiva, en la seva escenografia.
En aquest cas, la vil·la desplega la seva arquitectura —pel que fa al sector residencial— al vessant d'una petita elevació del terreny encarada al mar. Obté, així, en els seus edificis de més alta representació, una calculada perspectiva sobre el mar, en una de les platges més privilegiades de la costa nord-oriental de Tarragona. Fins a l'extrem que incorpora la mateixa platja en el seu programa de lleure, instal·lant-hi un espai termal complementari en què el mar exerciria d'espai natatori i la platja de palestra.
La mateixa configuració del terreny va permetre addicionalment —sense comprometre la unitat estructural del conjunt— que la pars rústica de la vil·la s'orientés a redós de la residencial, ocupant concretament l'altre vessant del turó —el que mira cap al nord—, tot dominant la depressió del territori on sembla que es desplegaria —en unes terres molt favorables al conreu— una dinàmica activitat agrícola i per on, també, molt a prop de la vil·la, transcorria la via que facilitava la seva connexió amb la ciutat de Tàrraco.
La vil·la va ser construïda durant el segle i dC; a mitjan segle ii, tot coincidint amb l'estada de Caius Valerius Avitus, va ser objecte d'una sèrie de reformes i ampliacions. Entre els anys 260 i 270 es produeix un gran incendi que significa la fi de la gran vil·la residencial i les activitats posteriors, desenvolupades fins als segles vi o vii, ens indiquen un establiment rural on l'activitat agrícola és preeminent.

### Diferències socials
La vil·la dels Munts destaca essencialment, per la seva part residencial, com una de les més importants del país per la magnitud de les restes arquitectòniques i per la riquesa del tractament decoratiu. Si en el vessant septentrional i occidental del turó en què es va ubicar la vil·la es va estendre la part rústica, al costat de migdia i de cara al mar es va desenvolupar l'àrea residencial, la qual estava formada per una gran casa —la domus—, diversos jardins i un mínim de dos conjunts termals.
La domus, articulada al voltant d'un hortus o jardí, tenia dos pisos dels quals només es conserven actualment una part de la planta baixa i una sola entrada, encarada a les termes. L'accés conegut dona a un passadís semi soterrat —criptoporticus— il·luminat amb troneres obertes al jardí. Aquest corredor ens permet accedir a les sales nobles de la vil·la (menjadors i espais de recepció) i comunicar amb una sèrie d'estances privades (avantcambres i dormitoris). Al final del criptopòrtic s'arriba a una escala que permetia pujar al segon pis.
Les sales nobles i el passadís van ser pavimentats amb mosaics policroms i totes les parets estaven pintades amb motius geomètrics i florals. Sabem que els sostres dels dormitoris presentaven cassetons i pintures. A una de les estances, la decoració del sostre representava un seguici dionisíac, amb imatges del déu Bacus i de les Mènades.
Per damunt del corredor discorria una galeria porticada oberta al jardí, la qual comunicava amb les estances del segon pis. Les columnes i els capitells corintitzants d'aquest porticat, així com uns petits mosaics emprats com a quadres per a decorar les parets i que representen muses, van ser recuperats durant l'excavació d'aquesta part de l'edifici. Ha estat recuperada també una bella estàtua d'Antínous, un petit tors de Bacus, el fragment d'un retrat de l'emperador Marc Aureli i un cap d'una divinitat femenina.

### El lleure
A la vil·la dels Munts, la construcció d'una gran àrea residencial i d'esbarjo va permetre satisfer —des de l'àmbit privat— algunes de les activitats més característiques del lleure i de l'oci de la societat romana: l'esport, els banys, els àpats, les reunions familiars o socials, la lectura i la contemplació de la naturalesa. Actualment veiem les restes conservades com tres punts inconnexos: la casa, els banys principals i els de la platja. Aquesta imatge és errònia i ens hem d'imaginar la unió dels espais mitjançant jardins i camins porticats o amb pèrgoles, tot definint un marc idíl·lic —propi del gust dels romans— per al contacte i la meditació amb la natura.
La casa se situava en el punt més elevat, adaptada al pendent i sense perdre la visió preeminent sobre l'entorn. En coneixem uns quants dormitoris, sales de reunió i les evidències d'una galeria porticada en el pis superior. En el segon pis, o en altres indrets encara per descobrir, hi hauria dormitoris d'estiu i d'hivern o de propietaris i convidats, menjadors d'hivern i d'estiu —a l'aire lliure—, sales de repòs o de lectura, una cuina, una biblioteca i altres estances al gust dels propietaris.
La construcció d'un edifici de banys va tenir també una gran importància en el plantejament d'aquesta vil·la, fins al punt d'edificar un conjunt complementari al costat de la platja per a poder banyar-se al mar. Els banys principals, situats al costat de la casa, compten amb tota mena d'estances i no seria estranya l'existència d'espais annexos destinats a la realització d'exercicis gimnàstics. D'aquestes termes destaca, com a element decoratiu de les piscines, un important conjunt escultòric, amb representacions d'Esculapi, Higea, Fortuna, Eros i Tique. S'ha localitzat també un gran escut rectangular, amb imatges en relleu d'Hèlios i Selene, que formava part d'una estàtua monumental.